# Disocactus anguliger
Disocactus anguliger (sin. Epiphyllum anguliger), vrsta kaktusa iz Meksika.

## O uzgoju
- Preporučena temperatura:  Noć: 10-12°C
- Tolerancija hladnoće:  ne podnosi hladnoću
- Minimalna temperatura:  12°C
- Izloženost suncu:  treba biti na svjetlu
- Porijeklo:  južni  Meksiko
- Opis:  tamno zelene boje,dug je 1.2 m
- Potrebnost vode:  zahtjeva vlažnost u zraku,uglavnom ga treba držati suhog
- Cvjetovi:  bijele boje,pojavljuju se ljeti,dugi su 8 cm

## Sinonimi
- Epiphyllum anguliger (Lem.) H.P. Kelsey & Dayton
- Cereus mexicanus Lem. ex C.F.Först.
- Epiphyllum darrahii (K.Schum.) Britton & Rose
- Phyllocactus anguliger Lem.
- Phyllocactus darrahii K.Schum.
- Phyllocactus mexicanus (Lem. ex C.F.Först.) Salm-Dyck ex Labour.
- Phyllocactus serratus Brongn. ex Labour.

## Vanjske poveznice
|  | Zajednički poslužitelj ima stranicu o temi Epiphyllum anguliger    |
|  | Zajednički poslužitelj ima još gradiva o temi Epiphyllum anguliger |
|  | Wikivrste imaju podatke o taksonu Epiphyllum anguliger             |